# Bloqueo de páginas web en Egipto
Desde el 24 de mayo de 2017, el gobierno de Egipto ha bloqueado más de 100 páginas web extranjeras y locales. 

## Antecedentes
En 2009 se ordenó bloquear los sitios web con contenido pornográfico. El entonces fiscal de Egipto, Abdelmeguid Mahmud, ordenó bloquear todas las páginas que tuvieran contenido de “imágenes o escenas pornográficas extranjeras y corruptas que se contraponen con los valores y costumbres del pueblo egipcio y los intereses supremos del Estado" a  los Ministerios de Comunicaciones, Interior e Información y al Departamento Nacional Regulador de las Comunicaciones.
En 2011, motivado por las manifestaciones en contra de su gobierno que habían iniciado el 25 de enero de ese año, el gobierno de Hosni Mubarak bloqueó el acceso a Twitter y Facebook. Días después, ordenó bloquear el acceso a internet a los proveedores y ordenó tomar acciones para que los ciudadanos no pudieran comunicarse por mensaje de texto.

## Hechos
El gobierno egipcio, desde el 24 de mayo de 2017, ha realizado una serie de bloqueos de páginas web en el país, sin realizar anuncio oficial alguno. Ese mismo día el gobierno bloqueó 21 sitios web. Para el 7 de julio de 2017 existen 122 páginas web bloqueadas.
Periódicos y medios de comunicación intentaron obtener información que justificara los bloques. Sin embargo, no tuvieron una respuesta concreta.
Un vocero de la NTRA (siglas en inglés de la Autoridad Reguladora Nacional de Telecomunicaciones), sin confirmar o negar la situación, respondió de la siguiente forma: "¿Y qué si es verdad? No debería ser un problema."
Luego, voceros oficiales afirmaron que las páginas fueron bloqueadas por difundir información falsa y apoyar el terrorismo.
A raíz de este incidente, AFTE (siglas en inglés de la Asociación por la Libertad de Pensamiento y Expresión) presentó una demanda contra el ministro de comunicaciones, Yaser al Qadi, y el presidente del Organismo Nacional para la Organización de las Comunicaciones, Mustafa Abdelwaheb. Pues la organización afirma que algunas páginas no tienen vínculos con grupos religiosos ni poseen acusaciones por estar relacionadas o realizar apologías al terrorismo y que esas acciones hacen que solo sea posible acceder a las páginas que “favorecen al gobierno.”[cita requerida]

## Páginas bloqueadas
| Enlace                  | Sitio Web                                             | Enlace                  | Sitio Web                          |
| ----------------------- | ----------------------------------------------------- | ----------------------- | ---------------------------------- |
| madamasr.com            | Mada Mas                                              | aljazeera.net           | Al Jazeera net                     |
| rassd.com               | Rassd                                                 | midan.aljazeera.net     | Midan Al Jazeera                   |
| almesryoon.com          | Al Mesryoon                                           | mubasher.aljazeera.net  | Al Jazeera Mubasher                |
| huffpostarabi.com       | HuffPost Arabi                                        | doc.aljazeera.net       | Al Jazeera Documentary             |
| arabi21.com             | Arabi 21                                              | learning.aljazeera.net  | Learning Al Jazeera                |
| al-sharq.com            | Al Sharq                                              | sport.aljazeera.net     | Al Jazeera Sport                   |
| elshaab.org             | El Shaab                                              | blogs.aljazeera.net     | Al Jazeera Blogs                   |
| horriapost.net          | Al Horria Post                                        | aljazeera.com           | Al Jazeera English                 |
| hasamegypt.com          | Hasam                                                 | torproject.org          | Tor Project                        |
| hamas.ps                | Hamas                                                 | bridges.torproject.org  | Bridge DB                          |
| ikhwanonline.com        | Ikhwan Online                                         | ooni.torproject.org     | OONI                               |
| egyptwindow.net         | Egypt Window                                          | nabdapp.com             | Nabd application                   |
| alaraby.co.uk           | Al Araby Al Jadeed                                    | alarab.qa               | Al Arab Qatari                     |
| https:sinaihr.org       | Sinai Human Rights Organization                       | masralarabia.com        | Masr Al Arabia                     |
| raya.com                | Al Raya                                               | klmty.net               | Klmty                              |
| al-watan.com            | The Qatari Al Watan                                   | cairoportal.com         | Cairo Portal                       |
| qtv.qa                  | Qatar TV                                              | dailynewsegypt.com      | Daily News Egypt                   |
| moheet.com              | Moheet                                                | alborsanews.com         | Al Borsa                           |
| ikhwanwiki.com          | Ikhwan Wiki                                           | tiranwsanafir.com       | Tiran and Sanafir Egyptian Islands |
| sasapost.com            | Sasa Post                                             | gulf-times.com          | Gulf Times                         |
| alalam.ir               | Alalam                                                | medium.com              | Medium                             |
| arab-turkey.com         | Turkey in Arabic                                      | turkpress.co            | Turk Press                         |
| akhbaralaalam.net       | world News                                            | akhbarturkiya.com       | Turkey News                        |
| elsharq.web.tv          | Elsharq Channel Live                                  | ikhwanonline.info       | MB official website                |
| studies.aljazeera.net   | Al Jazeera Centre for Studies                         | institute.aljazeera.net | Al Jazeera Media Institute         |
| liberties.aljazeera.com | Al Jazeera Centre for Public Liberties & Human Rights | balkans.aljazeera.net   | Al Jazeera Balkans                 |
| elbadil.com             | El Badil                                              | albedaiah.com           | Albedaiah                          |
| dailysabah.com          | Daily Sabah                                           | thepeninsulaqatar.com   | The Peninsula                      |
| cyberghostvpn.com       | Cyber Ghost                                           | http://turk.life        | Turk.life                          |
| hsselite.com            | Hsselite                                              | zenvpn.net              | Zen Vpn                            |
| tigervpn.com            | Tiger Vpn                                             | tunnelbear.com          | Tunnel Bear                        |
| avaaz.org               | Avaaz                                                 | yanairgate.net          | Yanair Gate                        |
| soutalomma.com          | Sout Alomma                                           | revsoc.me               | Revolutionary Socialists           |
| vpnfacile.net           | VPN Facile                                            | fj-p.com                | Freefom and Justice Gate           |
| almanassa.com           | Almanassa                                             | mekameleen.tv           | Mekameleen                         |
| 6april.org/             | 6 April Movement                                      | ida2at.com              | Ida2at                             |
| noonpost.org            | Noon Post                                             | hurriyetdailynews.com   | Hurriyet Daily News                |
| marsadpress.net         | Marsad Press                                          | madaad.net              | Madaad                             |
| nooun.net               | Nooun                                                 | whispersystems.org      | open Whisper Systems               |
| arabyexpressnews.com    | Araby Expressnews                                     | alkessa.com             | Alkessa                            |
| sharkiaonline.com       | Sharkia Online                                        | qalyubiagate.com        | Qalyubia Gate                      |
| elbehira.net            | Elbehira                                              | masr11.com              | Masr Gate 11                       |
| elwehda.com             | Elwehda                                               | masrmix.com             | Masr Mix                           |
| motamemservice.com      | Your Newspaper Today                                  | egyrep.com              | Egyptian Report                    |
| s4s4s4.com              | Saad                                                  | kh-press.com            | Nabd Alhuryya                      |
| wamtimes.com            | Wam Times                                             | al-gornal.com           | Al-Gornal                          |
| masreiat.com            | Masreiat                                              | arabsolaa.com           | Arab Solaa News                    |
| harmees.com             | Harmees Press                                         | akhbaralsabah.com       | Akhbar Alsabah                     |
| essada.net              | Essada Net                                            | waraa-elahdath.com      | Waraa Elahdath                     |
| alaraby.tv              | Alaraby TV                                            | masralekhbaria.com      | Masr Alekhbaria                    |
| amlalommah.net          | Aml Alommah                                           | ansarportsaed.com       | Ansar PortSaed                     |
| thehiddenwiki.org       | Hidden Wiki                                           | ardmasr.com             | Ard Masr News                      |
| egyptdailynews.com      | Egypt Daily News                                      | aljisr-news.com         | Aljisr News                        |
| dakahliaikhwan.com      | Dakahlia Ikhwan                                       | hotspotshield.com       | Hotspot Shield                     |
| idcloak.com             | Id Cloak                                              | onionoo.torproject.org  | ONIONOO                            |
| trac.torproject.org     | Tor’s combined bug tracker and wiki website           | metrics.torproject.org  | Tor metrics                        |
| stem.torproject.org     | Stem                                                  | alscene.com             | Al Scene                           |
| alamatonline.com        | Alamat                                                | gharbiaonline.com       | Gharbia Online                     |
| asrararabiya.com        | Asrar Arabiya                                         | gwady.net               | DR. Mohamed Al Gawady              |
| del.icio.us             | Delicious                                             | skype.com               | Skype                              |
| korabia.com             | Korabia                                               | alahraam.com            | Al Ahraam                          |

Tabla cortesía de AFTE 

## Reacción internacional

### ONU y EE.UU
Varios expertos de la ONU sobre Derechos Humanos, en conjunto con EE.UU,  han reclamado al Gobierno que ponga fin a sus "reacciones desproporcionadas" contra la libertad de expresión. Les preocupa el "deterioro" de la libertad de expresión en Egipto como consecuencia de la represión contra las protestas pacíficas en Egipto.
En este sentido, han señalado que "el uso de la fuerza contra la sociedad civil y la expresión de opiniones diferentes sobre asuntos políticos contribuye a deteriorar el clima para la promoción y protección de los derechos fundamentales, componentes esenciales de una sociedad democrática".

### Amnistía Internacional
Amnistía Internacional exhorta al gobierno para que garantice que todo programa de vigilancia se ajusta a los principios generales de legalidad, necesidad, proporcionalidad y supervisión judicial del derecho internacional.  Reconocen que, en algunos casos, los Estados pueden tener la necesidad legítima de recurrir a la vigilancia encubierta  por razones de “seguridad nacional”. Sin embargo, mencionan que toda vigilancia de las comunicaciones, incluso a través de los medios sociales, debe cumplir las obligaciones en materia de derechos humanos que mantienen el equilibrio entre el deber del Estado de proteger la seguridad y el derecho a la intimidad, la libertad de expresión y otros derechos humanos.

### Comisión Internacional de Juristas
La Comisión Internacional de Juristas expresó que la nueva legislación descarta las garantías legales fundamentales y las garantías de los derechos humanos en cuanto a la libertad de expresión e información.  Además, la cláusula de suspensión del ejercicio de la profesión y las multas económicas  pueden causar que los periódicos más pequeños cierren. Esto también afectaría a los otros medios porque los influenciará con respecto a la publicación que deberían o no publicar.